# Браян Кідд
Браян Кідд (англ. Brian Kidd, нар. 29 травня 1949, Манчестер) — англійський футболіст, півзахисник. По завершенні ігрової кар'єри — тренер. З 2013 року входить до тренерського штабу клубу «Манчестер Сіті».
Виступав за обидва манчестерські гранди — «Манчестер Юнайтед» та «Манчестер Сіті», а також національну збірну Англії. Після завершення кар'єри працював у тренерських штабах всіх цих команд.

## Клубна кар'єра
Народився 29 травня 1949 року в місті Манчестер, в районі Коллігерст, всього лише в двох сотнях метрів від центру міста. Кідд починав свою футбольну кар'єру в шкільних командах Манчестера. У грудні 1963 року Кідд прийшов у футбольну школу «Манчестер Юнайтед». Через вісім місяців, в серпні 1964 року, він став гравцем-початківцем, а вже в 1966 році отримав ліцензію професійного футболіста.
Браян демонстрував відмінну форму граючи за резервний склад, тому завоював право бути гравцем основної команди, і влітку 1967 року Кідд разом з «Манчестер Юнайтед» взяв участь в передсезонному турі по Австралії. Завдяки травмі основного гравця Девіда Герда, 12 серпня 1967 року в віці 18 років Браян дебютував за першу команду «Манчестер Юнайтеда» в матчі Суперкубка Англії проти «Тоттенгем Готспур», який закінчився з рахунком 3-3, а оскільки в той час не існувало серії пенальті, обидві команди отримали статус переможця. Тижнем пізніше Кідд дебютував в матчі англійського чемпіонату проти «Евертона», в якому «Юнайтед», на виїзді, програв 1:3. У своєму дебютному сезоні Кідд грав настільки виразно, що по праву заробив собі місце в основному складі легендарної команди Метта Басбі, і пропустив в тому сезоні лише 4 гри.
В травні 1968 року «Манчестер Юнайтед» вийшов у фінал Кубка чемпіонів УЄФА, де зустрівся з португальською «Бенфікою», у складі якої грав знаменитий Еусебіу. Матч проходив в Англії на «Вемблі», де хор англійських уболівальників співав «I don't know why Eusebio, and I say Kiddo», переспів пісні The Beatles «Hello, Goodbye», привітавши таким чином Кідда з його дев'ятнадцятим днем народженням, який хлопець святкував того дня. Основний гравець «червоних дияволів» Деніс Лоу був травмований та не міг грати в тому матчі, дивлячись матч з лікарні по телевізору і цей факт допоміг Браяну Кідду зіграти того дня. В підсумку «Юнайтед» с Кіддом виграє у португальців 4:1 у додатковий час і стає першою англійською командою, що здобула цей найпрестижніший європейський трофей.
Втім вже з наступного сезону 1968/69 років і команда, і Кідд знизили результати. Сам Браян втратив гостроту в атаці, і забив в тому сезоні лише 4 м'ячі (всього 1 м'яч в Першому дивізіоні), а «Манчестер Юнайтед», після тріумфу 1968 року, виявився лише 11-тим. Початок 1970-х років виявилося важким не тільки для команди але і для Браяна. Три сезони поспіль Юнайтед ставав 8-м. Сезон 1972/73 клуб закінчив 18-м, Кідд забив всього 4 м'ячі, а в останній сезон Кідда у клубі (1973/74), клуб закінчив на 21-му місці і вилетів у другий дивізіон. Браян відзначився тоді всього двома м'ячами.
Після вильоту Браян Кідд був проданий тодішнім менеджером Томмі Догерті в лондонський «Арсенал» за 110 000 фунтів стерлінгів, де гравець провів два непоганих сезону, відігравши за «гармашів» 70 матчів, в яких забив 30 м'ячів. Найпам'ятнішим став матч 20 березня 1976 року проти «Вест Гем Юнайтед» (6:1), в якому Кідд зробив хет-трик на «Гайбері».
У липні 1976 року Кідд повернувся в Манчестер, але вже в стан «Манчестер Сіті». Цей трансфер коштував «городянам» ті ж 110 000 фунтів, що і «Арсеналу» двома роками раніше. Кідд провів за «Сіті» 98 ігор і забив 44 голи.
У березні 1979 року Браян Кідд перейшов у «Евертон», ставши одним із небагатьох гравцем, якому вдалося взяти участь у всіх трьох значних дербі Англії, а саме: манчестерському, мерсісайдському і північно-лондонському. З березня по червень Кідд провів за «Евертон» 9 ігор і забив 2 голи. У наступному сезоні Браян не вирізнявся особливою результативністю, і, провівши 31 гру, забив 9 м'ячів.
У травні 1980 року Кідд став гравцем в «Болтона», де провів 14 м'ячів в 43 іграх, після чого в 1981 році відправився в США, де спочатку на правах оренди виступав за клуб «Атланта Чіфс», де в 29 іграх забив 23 м'ячі.
У січні 1982 року перейшов в інший клуб НАСЛ «Форт-Лодердейл Страйкерс», який 1984 року переїхав у Міннесоту і отримав назву «Міннесота Страйкерс». Після закінчення сезону 1984 року Північноамериканська футбольна ліга була закрита і Кідд завершив свою ігрову кар'єру.

## Виступи за збірну
1970 року зіграв два матчі у складі національної збірної Англії, забивши один гол.

## Кар'єра тренера
У тому ж 1984 році Браян повернувся в Англію, де став граючим тренером в команді «Барроу». Закінчивши грати в цій команді, Кідд став помічником старшого тренера в клубі «Свіндон Таун», а потім і «Престон Норт-Енд», де 1986 року протягом кількох ігор навіть був головним тренером.
У травні 1988 року Кідд повернувся в «Манчестер Юнайтед», вже в якості директора молодіжної команди при клубі. Ряд талановитих гравців, які є згодом стали значущими для «Юнайтед», в юнацькі роки тренувалися під керівництвом Кідда, який також виконував роль скаута, відшукуючи молодих, перспективних футболістів. У період його керівництва Школою з неї випустилися такі майбутні легенди клубу, як Девід Бекхем, Раян Гіггз та Пол Скоулз.
У 1991 році, коли Арчі Нокс, тодішній помічник головного тренера Алекса Фергюсона, несподівано пішов на посаду головного тренера «Глазго Рейнджерс», Браян Кідд був запрошений зайняти його місце і вже до фіналу Кубка володарів Кубків проти «Барселони» Кідд був асистентом головного тренера. А перемога в тому фіналі стала першим титулом, виграним Кіддом з «Манчестер Юнайтед» з часів його кар'єри гравця. Партнерство Фергюсона і Кідда стало найуспішнішим з часів тандему Басбі — Мерфі, за цей час «Юнайтед» ставав 4 рази чемпіоном, 4 рази виграв Суперкубок Англії, 2 рази — Кубок Англії і 1 раз Кубок англійської Ліги, а також Кубок володарів Кубків і Суперкубок УЄФА.
У грудні 1998 року Браян пішов з посади для того аби очолити «Блекберн Роверз» і в тому ж грудні він був названий менеджером місяця у Прем'єр-лізі за версією компанії Carling. Призначення Кідда, який витратив майже 20 мільйонів фунтів стерлінгів на нових гравців, не допомогло «Блекберну» і навесні 1999 року, коли «Юнайтед» завоював «требл», «Блекберн» вилетів у Перший дивізіон, причому саме після матчу з «Юнайтед», який закінчився на «Івуд Парку» з рахунком 0:0. Початок сезону 1999/00 виявилося для клубу Кідда невдалим і через погані результати йому довелося покинути свій пост 3 листопада 1999 року, коли клуб займав низьке 19 місце. Того ж року Алекс Фергюсон випустив свою біографію «Managing My Life», в якій піддав Кідда різкій критиці, звинувативши його в нелояльності, в тому, що той нібито не міг оцінити справжній потенціал деяких гравців, а також задався питанням про професійну придатність Кідда як тренера. Легенда «Блекберн Роверс» Тоні Паркс, і в той час асистент Кідда заявив, що слова Фергюсона виявилися настільки жорстокими, що його бос був просто спустошений: «Браян темпераментна людина, у нього є почуття, які зачепив Фергі своїми словами. Все це сталося в той момент, коли „Блекберн“ виступав не зовсім добре і цей факт також позначився. Браян намагався зрозуміти, як вийшло так, що він працював з людиною, допомагав завойовувати трофеї і думав, що робить велику справу задля „Манчестер Юнайтед“, а виявилося, судячи з книги, що він зовсім не робив свою справу добре, як вважав. Людина, з якою він працював, і якій віддавав весь свій час і всі свої навички, так грубо і жорстоко про нього відгукнулась».
У травні 2000 року Браян прийняв пропозицію керівництва «Лідс Юнайтед» зайняти пост керівника їх юнацької школи. У жовтні того ж року Браян Кідд став також тренером молодіжної збірної Англії для гравців не старше 21-го року, в той час як на роль головного тренера збірної Англії приходить Свен-Йоран Ерікссон.
У березні 2001 року Браян став асистентом Девіда О'Лірі у «Лідс Юнайтед» і складає з себе повноваження у збірній Англії. Влітку 2002 року Кідд залишився у «Лідсі» в штабі наступника О'Лірі Террі Венейблза, а січні 2003 року, не залишаючи поста в клубі, став помічником тренера англійської збірної Ерікссона.
У травні 2003 року Кідд залишив «Лідс» після того як новим менеджером став Пітер Рід і зосередився на роботі зі збірною Англії, яка готувалася до Євро-2004. Втім напередодні турніру в травні 2004 року Браян змушений був покинути збірну через операцію, пов'язану з раком простати, після якої відновлювався до лютого 2006 року.
У серпні 2006 року Рой Кін був призначений менеджером «Сандерленда» хотів щоб Кідд став його помічником менеджера на «Стадіоні світла». Тим не менш, Кідд замість цього прийняв пропозицію працювати помічником Ніла Ворнока в «Шеффілд Юнайтед», який саме вийшов у Прем'єр-лігу. Після того, як клуб у першому ж сезоні вилетів з еліті і Ворнок пішов у відставку, Кідд залишився на посаді новим менеджером, яким став Браян Робсон, втім у лютому 2008 року обидва фахівці покинули клуб.
11 лютого 2009 року Кідд був призначений помічником Пола Гарта у «Портсмуті» з Прем'єр-ліги, де залишався до серпня 2009 року, коли відхилив пропозицію про новий контракт. Натомість у вересні став директором молодіжної структури «Манчестер Сіті», перш ніж стати асистентом нового менеджера клубу Роберто Манчіні 19 грудня 2009 року.
У фіналі Кубка Англії 2011 року «Манчестер Сіті» виграв свій перший великий трофей за 35 років, обігравши «Сток Сіті» (1:0). У наступному сезоні 2011/12, вперше з 1968 року, городяни стали чемпіонами Англії. Після звільнення Манчіні в травні 2013 року Кідд був виконувачем обов'язків головного тренера «Манчестер Сіті» на останні дві ігри сезону, після чого повернувся до роботи асистентом, спочатку Мануеля Пеллегріні, а з 2016 року його наступника Хосепа Гвардіоли.

## Статистика виступів

### Клубна
| Клуб                     | Сезон             | Ліга | Ліга | Кубки | Кубки | Єврокубки | Єврокубки | Інші | Інші | Разом | Разом |
| Клуб                     | Сезон             | Ігри | Голи | Ігри  | Голи  | Ігри      | Голи      | Ігри | Голи | Ігри  | Голи  |
| ------------------------ | ----------------- | ---- | ---- | ----- | ----- | --------- | --------- | ---- | ---- | ----- | ----- |
| Манчестер Юнайтед        | 1966/67           | 0    | 0    | 0     | 0     | 0         | 0         | 0    | 0    | 0     | 0     |
| Манчестер Юнайтед        | 1967/68           | 38   | 15   | 2     | 0     | 9         | 2         | 1    | 0    | 50    | 17    |
| Манчестер Юнайтед        | 1968/69           | 29   | 1    | 5     | 2     | 7         | 1         | 1    | 0    | 42    | 4     |
| Манчестер Юнайтед        | 1969/70           | 34   | 12   | 15    | 8     | 0         | 0         | 0    | 0    | 49    | 20    |
| Манчестер Юнайтед        | 1970/71           | 25   | 8    | 8     | 5     | 0         | 0         | 3    | 0    | 36    | 13    |
| Манчестер Юнайтед        | 1971/72           | 34   | 10   | 9     | 0     | 0         | 0         | 1    | 0    | 44    | 10    |
| Манчестер Юнайтед        | 1972/73           | 22   | 4    | 3     | 0     | 0         | 0         | 2    | 0    | 27    | 4     |
| Манчестер Юнайтед        | 1973/74           | 21   | 2    | 3     | 0     | 0         | 0         | 0    | 0    | 24    | 2     |
| Манчестер Юнайтед        | Разом             | 203  | 52   | 45    | 15    | 16        | 3         | 8    | 0    | 272   | 70    |
| Арсенал                  | 1974/75           | 40   | 19   | 10    | 4     | 0         | 0         | 0    | 0    | 50    | 23    |
| Арсенал                  | 1975/76           | 37   | 11   | 3     | 0     | 0         | 0         | 0    | 0    | 40    | 11    |
| Арсенал                  | Разом             | 77   | 30   | 13    | 4     | 0         | 0         | 0    | 0    | 90    | 34    |
| Манчестер Сіті           | 1976/77           | 39   | 21   | 4     | 1     | 2         | 1         | 0    | 0    | 45    | 23    |
| Манчестер Сіті           | 1977/78           | 39   | 16   | 9     | 4     | 2         | 0         | 0    | 0    | 50    | 20    |
| Манчестер Сіті           | 1978/79           | 20   | 7    | 7     | 2     | 6         | 5         | 0    | 0    | 33    | 14    |
| Манчестер Сіті           | Разом             | 98   | 44   | 20    | 7     | 10        | 6         | 0    | 0    | 128   | 57    |
| Евертон                  | 1978/79           | 9    | 2    | 0     | 0     | 0         | 0         | 0    | 0    | 9     | 2     |
| Евертон                  | 1979/80           | 31   | 9    | 9     | 8     | 2         | 0         | 0    | 0    | 42    | 17    |
| Евертон                  | Разом             | 40   | 11   | 9     | 8     | 2         | 0         | 0    | 0    | 51    | 19    |
| Болтон Вондерерз         | 1980/81           | 33   | 13   | 4     | 1     | -         | -         | 0    | 0    | 37    | 14    |
| Болтон Вондерерз         | 1981/82           | 10   | 1    | 2     | 1     | -         | -         | 0    | 0    | 12    | 2     |
| Болтон Вондерерз         | Разом             | 43   | 14   | 6     | 2     | 0         | 0         | 0    | 0    | 49    | 16    |
| Атланта Чіфс (оренда)    | 1981              | 29   | 23   | -     | -     | -         | -         | 0    | 0    | 29    | 23    |
| Атланта Чіфс (оренда)    | Разом             | 29   | 23   | 0     | 0     | 0         | 0         | 0    | 0    | 29    | 23    |
| Форт-Лодердейл Страйкерс | 1982              | 28   | 16   | -     | -     | -         | -         | 0    | 0    | 28    | 16    |
| Форт-Лодердейл Страйкерс | 1983              | 23   | 18   | -     | -     | -         | -         | 0    | 0    | 23    | 18    |
| Форт-Лодердейл Страйкерс | Разом             | 51   | 34   | 0     | 0     | 0         | 0         | 0    | 0    | 51    | 34    |
| Міннесота Страйкерс      | 1984              | 13   | 8    | -     | -     | -         | -         | 0    | 0    | 13    | 8     |
| Міннесота Страйкерс      | Разом             | 13   | 8    | 0     | 0     | 0         | 0         | 0    | 0    | 13    | 8     |
| Барроу                   | 1984/85           | 3    | 1    | 0     | 0     | -         | -         | 0    | 0    | 3     | 1     |
| Барроу                   | Разом             | 3    | 1    | 0     | 0     | 0         | 0         | 0    | 0    | 3     | 1     |
| Всього за кар'єру        | Всього за кар'єру | 557  | 217  | 93    | 36    | 28        | 9         | 8    | 0    | 686   | 262   |

### Кар'єра в збірній
Матчі Кідда за збірну Англії
| № | Дата           | Суперник          | Рахунок | Голи Кідда | Змагання                            |
| - | -------------- | ----------------- | ------- | ---------- | ----------------------------------- |
| 1 | 21 квітня 1970 | Північна Ірландія | 3:1     | -          | Домашній чемпіонат Великої Британії |
| 2 | 24 травня 1970 | Еквадор           | 2:0     | 1          | Товариський матч                    |

Разом: 2 матчі / 1 гол; 2 перемоги.
Матчі Кідда за збірну Англії (до 23 років)
| №  | Дата              | Суперник   | Рахунок | Голи Кідда | Змагання         |
| -- | ----------------- | ---------- | ------- | ---------- | ---------------- |
| 1  | 1 листопада 1967  | Уельс      | 2:1     | -          | Товариський матч |
| 2  | 20 грудня 1967    | Італія     | 1:0     | -          | Товариський матч |
| 3  | 7 лютого 1968     | Шотландія  | 2:1     | -          | Товариський матч |
| 4  | 22 травня 1969    | Нідерланди | 1:2     | 1          | Товариський матч |
| 5  | 25 травня 1969    | Бельгія-2  | 1:0     | -          | Товариський матч |
| 6  | 1 жовтня 1969     | Уельс      | 2:0     | -          | Товариський матч |
| 7  | 22 жовтня 1969    | СРСР       | 2:0     | -          | Товариський матч |
| 8  | 4 березня 1970    | Шотландія  | 3:1     | 1          | Товариський матч |
| 9  | 14 жовтня 1970    | ФРН        | 3:1     | 1          | Товариський матч |
| 10 | 11 листопада 1970 | Швеція     | 2:0     | 2          | Товариський матч |

Разом: 10 матчів / 5 голів; 9 перемог, 1 поразка.

## Титули і досягнення
- Володар Суперкубка Англії (1):

«Манчестер Юнайтед»: 1967
- Володар Кубка чемпіонів УЄФА (1):

«Манчестер Юнайтед»: 1967–68